# Węzłowiec
Węzłowiec (niem. Wenzlowitz) – część Chorzowa, położona na terenie dzielnicy Chorzów Stary, w rejonie ulic: Akacjowej, Siemianowickiej, Węzłowiec i Wschodniej, której początki sięgają końca XVIII wieku jako kolonii Chorzowa Starego.

## Historia
Węzłowiec został założony pod koniec XVIII wieku przy drodze do obecnych Siemianowic Śląskich, na wykarczowanym lesie jako kolonia Chorzowa (Starego). Pochodzenie samej zaś nazwy Węzłowiec jest niejednolite. Jedna z hipotez mówi o tym, że w rejonie Węzłowca gnieździła się duża liczba gadów – po raz pierwszy też osadę wzmiankowano w 1799 roku jako Wężowiec, a w późniejszym czasie pojawiła się niemiecka nazwa – Wenzlowitz. W XVIII wieku właścicielem Węzłowca był Wenzl Fragstein i druga hipoteza wskazuje jego imię jako genezę nazwy osady. Ponadto nierozstrzygnięta jest kwestia podobieństwa nazwy Węzłowca do nazwy sąsiedniej osady – Wełnowca, będącej częścią Katowic.
W 1834 roku powstała droga łącząca Królewska Hutę (Chorzów) z Węzłowcem i dalej z Katowicami – późniejsza ulica Siemianowicka. Około 1860 roku w Węzłowcu znajdowało się kilkanaście domów. W 1862 roku przy obecnej ulicy Wschodniej wzniesiono krzyż przydrożny – Boża Męka, z figurami Chrystusa, Matki Bożej Bolesnej i św. Jana Ewangelisty, otoczony drewnianym płotem. W grudniu 1885 roku w Węzłowcu mieszkało 104 bądź 230 osób. W tym czasie osada była częścią gminy oraz obszaru dworskiego Chorzów (Stary) w powiecie katowickim (Kattowitz). Dnia 25 lipca 1900 roku oddano do użytku linię tramwajową łączącą Hutę Laura (Siemianowice Śląskie) z Królewską Hutą, przebiegającą przez Węzłowiec. W 1934 roku tereny Węzłowca, będącego częścią obecnego Chorzowa Starego włączono do Królewskiej Huty (obecny Chorzów). W dniu 1 stycznia 2009 roku zlikwidowano połączenie tramwajowe przebiegające wzdłuż ulicy Siemianowickiej w Węzłowcu, którą kursowała linia nr 12.

## Charakterystyka
Węzłowiec położony jest w Chorzowie, na terenie dzielnicy Chorzów Stary, w rejonie ulic: Akacjowej, Siemianowickiej, Węzłowiec i Wschodniej, przy granicy z Parkiem Śląskim. Ma on mieszkaniowy charakter – do większych przedsiębiorstw na terenie Węzłowca należy gospodarstwo ogrodnicze, położone przy ulicy Wschodniej. Ta terenie Węzłowca, na ulicy Siemianowickiej znajduje się przystanek autobusowy Chorzów Stary Węzłowiec, z którego kursują autobusy na zlecenie ZTM-u, łączące Węzłowiec z pozostałymi dzielnicami Chorzowa oraz sąsiednimi miastami: z Katowicami i Siemianowicami Śląskimi. Znajdują się też dwa przystanki systemu rowerów miejskich Kajteroz – stacje: Węzłowiec i Planty Śląskie.